# Шапел де Маре
Шапел де Маре (фр. Chapelle-des-Marais) насеље је и општина у западној Француској у региону Лоара, у департману Атлантска Лоара која припада префектури Сен Назер.
По подацима из 2011. године у општини је живело 3838 становника, а густина насељености је износила 212,63 становника/km². Општина се простире на површини од 18,05 km². Налази се на средњој надморској висини од 5 метара (максималној 11 m, а минималној 0 m).

## Демографија
| 1962. | 1968. | 1975. | 1982. | 1990. | 1999. | 2011. |
| ----- | ----- | ----- | ----- | ----- | ----- | ----- |
| 2.476 | 2.550 | 2.767 | 3.037 | 3.206 | 2.955 | 3.838 |